# Ephemeraceae
Ephemeraceae là một họ rêu trong bộ Funariales.